# Demonic (film 2021)
Demonic è un film del 2021 scritto e diretto da Neill Blomkamp, con protagonisti Carly Pope e Chris William Martin. Venne presentato al Festival di Berlino 2021, tenutosi a marzo.

## Trama
Carly è una giovane donna che ha perso i contatti con la madre Angela, condannata per aver ucciso più di 21 persone in un raptus omicida in cui aveva bruciato una casa di cura in cui lavorava e avvelenato i devoti di una chiesa. Nessuno ha idea del perché la furia di Angela si sia scatenata e Carly non la vede da anni. Carly e la sua migliore amica Sam hanno tagliato i ponti con l'altro amico d'infanzia, Martin, dopo che questi aveva iniziato a formulare strane teorie su Angela. Un giorno Carly riceve un messaggio da Martin, che vuole incontrarla e parlare. Al momento dell'incontro, Martin racconta a Carly di essere stato invitato a partecipare a un test di un gruppo di discussione per un'azienda chiamata Therapol, che coinvolgeva veri pazienti medici, uno dei quali era Angela in coma. Carly rimane sbalordita da questa rivelazione e in seguito viene contattata da Therapol, che le chiede di visitare la loro struttura per discutere di Angela.
Lì incontra gli scienziati Daniel e Michael che le spiegano che Angela è entrata in coma in seguito a una serie di episodi di violenza, che la donna si è autoinferta in prigione, ed è "rinchiusa" nel suo corpo. Dicono anche a Carly che Angela è molto attiva all'interno di una simulazione neuronale, e chiedono a Carly se è disposta a entrare nella mente di Angela per parlarle; la donna accetta con riluttanza. Nella simulazione Carly entra in una copia della sua casa d'infanzia e affronta con rabbia Angela. La madre, pienamente in grado di parlare nella simulazione, chiede a Carly di andarsene. Carly torna a casa e quella notte ha un incubo in cui trova uno strano simbolo fatto di una carcassa di corvo.
Carly torna a Therapol per un altro viaggio all'interno della simulazione. Questa volta entra attraverso un nuovo tunnel in un campo all'esterno di un vecchio sanatorio in cui aveva lavorato Angela. Il corpo della madre nella simulazione inizia ad avere dei problemi e gli scienziati ignorano le richieste di Carly, terrorizzata, di venire rimossa dalla simulazione. Entrata nel sanatorio, trova il corpo di Sam prima di essere attaccata da un demone simile a un uccello, che la ferisce al braccio, creando lo stesso taglio sul corpo reale di Carly. Carly esce dalla simulazione e racconta a Daniel e Michael che anni prima lei e Martin trovarono Angela nel sanatorio con lo stesso taglio sul braccio. La donna rifiuta poi di partecipare a un'altra simulazione e lascia Therapol.
Carly va a trovare Martin e gli racconta la sua esperienza. Lui le illustra le sue teorie sulla possessione demoniaca e le mostra uno schizzo della creatura che ha visto nella simulazione. Martin afferma di aver sofferto di incubi simili a quelli di cui soffre Carly e spiega come il demone manipoli il suo bersaglio attraverso la famiglia e gli amici. Racconta inoltre a Carly la sua teoria secondo cui il Vaticano finanzia gruppi speciali di operazioni segrete composti da sacerdoti: il Vaticano acquista aziende come Therapol per individuare persone realmente possedute prima che la squadra elimini il demone portandolo al suo punto di ingresso dall'inferno. Nel caso del presunto demone che si è impossessato di Angela, questo è il sanatorio. Una sconcertata Carly si rifiuta di credere a questa teoria e torna a casa, ma Martin inizia a sospettare che il demone si sia attaccato a Carly.
Quella sera, una Sam preoccupata fa visita a Carly e Carly la manda via. Sam torna più tardi nella notte, questa volta con una maschera da uccello e dicendo a Carly "di cercarmi nel bosco". Sam indossa la maschera da uccello e improvvisamente contorce il suo corpo, inseguendo Carly per tutta la casa. Carly si barrica in camera da letto, dove viene attaccata dal demone. Carly si sveglia: gli eventi sembrano essere un sogno, ma si precipita a casa di Sam. Si scopre che Daniel e Michael la stanno osservando e che la teoria di Martin è corretta: sono sacerdoti e hanno intenzione di eliminare il demone al sanatorio. Il demone è diventato ossessionato da Carly mentre era intrappolato nel corpo comatoso di Angela e vuole possederla per commettere gli stessi crimini che ha fatto commettere ad Angela. Carly scopre che Sam è scomparsa da casa sua e si reca da Martin per aiutarla nella ricerca.
I due si recano nel bosco e recuperano una Sam traumatizzata, che afferma che un gruppo di uomini ha portato Angela nel vicino sanatorio. Lasciano Sam nell'auto di Martin e vanno a cercare Angela. Al sanatorio scoprono che la squadra di Daniel e Michael è stata massacrata, imbattendosi in Daniel morente, il quale spiega come il demone sia entrato in Michael, che ha ucciso l'intera squadra, e dà a Carly una lancia santa che ucciderà il demone. Nel sanatorio, Carly entra nella simulazione per salvare Angela: qui trova Angela finalmente libera dal demone, che fa ammenda con la figlia prima di morire serenamente. Carly esce dalla simulazione e cerca Martin, che è scomparso. Si imbatte nella sua auto, ora in fiamme, e nel cadavere bruciato di Sam. Carly trova Martin, torturato da Michael, che l'abbandona per inseguire Carly, che lo trafigge con la lancia, uccidendolo e mandando accidentalmente il demone dentro di sé. Carly lotta con la possessione prima di pugnalarsi con la lancia, uccidendo il demone. Qualche tempo dopo, Carly si risveglia in ospedale.

## Produzione
Il film venne girato a metà 2020, nel pieno della pandemia di COVID-19, nella Columbia Britannica, in Canada.

## Distribuzione
Demonic venne presentato alla Berlinale di marzo 2021. IFC Midnight comprò i diritti di distribuzione per gli Stati Uniti d'America, dove uscì nelle sale il 20 agosto e in video on demand il 27 agosto 2021.

## Accoglienza

### Pubblico
Il film ha incassato 366.656$ al botteghino.

### Critica
Il film ha ottenuto recensioni prevalentemente negative dalla critica professionista. Sull'aggregatore Rotten Tomatoes il film riceve il 15% delle recensioni professionali positive con un voto medio di 4,2 su 10 basato su 82 critiche, mentre su Metacritic ottiene un punteggio di 36 su 100 basato su 8 critiche.